# Perforator (imprezy na orientację)

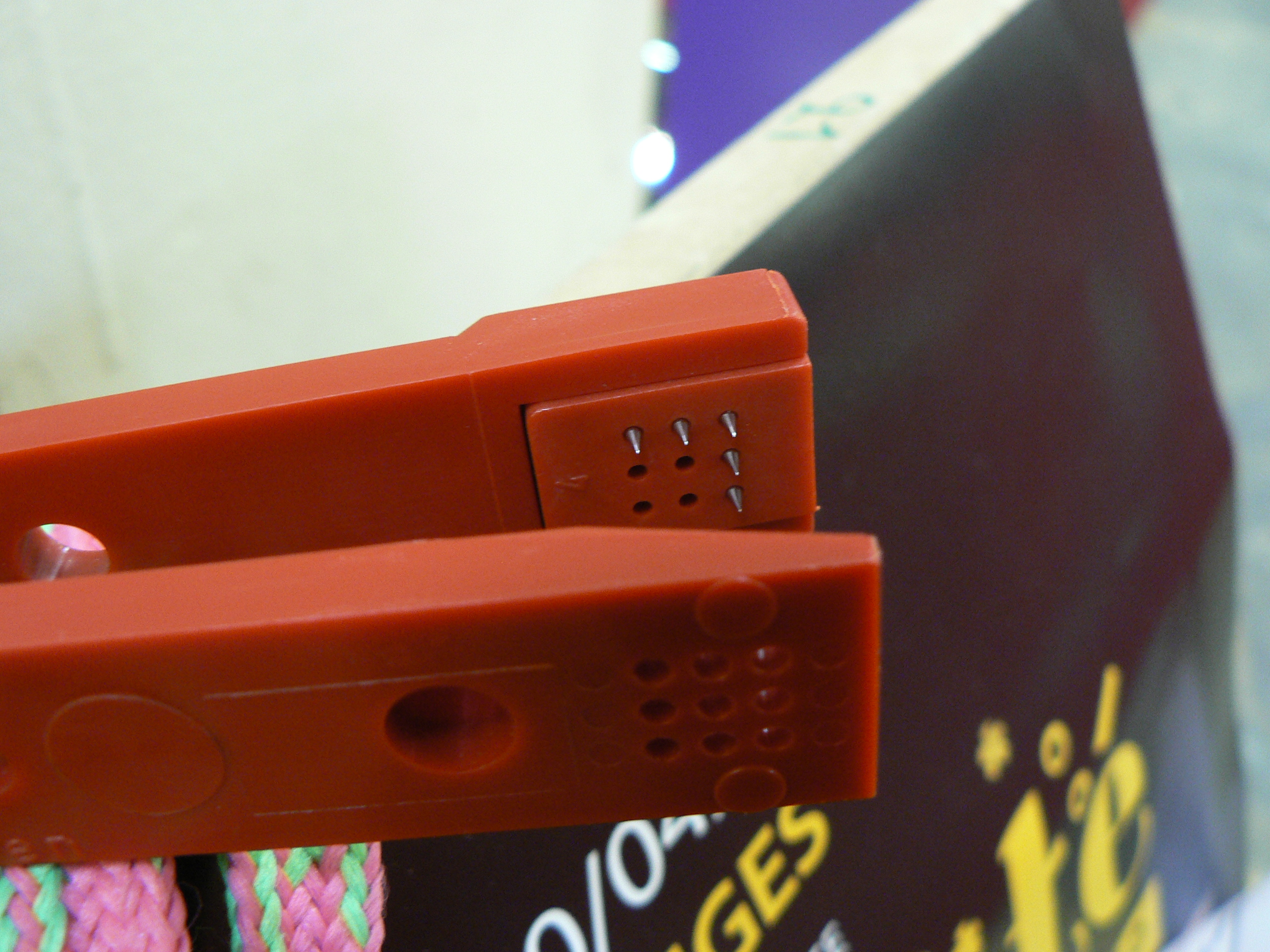
Perforator Silvy

Perforator – urządzenie w marszach i biegach na orientację do potwierdzania na karcie startowej pobytu w punkcie kontrolnym. Kartę startową wkłada się do perforatora i zostawia się na wybranym polu odcisk perforatora. Perforator przebija kartę, pozostawiając na niej charakterystyczny wzór swoich szpilek.
Zarówno w marszach, jak i biegach na orientację perforatory spotykane są coraz rzadziej. Obecnie w biegu na orientację rolę perforatora coraz częściej zastępuje system elektroniczny. W Polsce najbardziej popularnym systemem jest SPORT ident, którego używa się na wszystkich ogólnokrajowych i międzynarodowych zawodach.